# Lammkotlett
Lammkotlett är en styckdetalj från lamm som skärs ut som skivor av sadeln. Den består av köttet längs ryggraden (kotlettraden), ofta med ett vidhängande revben. Vanligast i handeln är enkla lammkotletter. De kan också vara dubbla, om båda sidorna av sadeln tagits med. En renputsad kotlettrad kallas ytterfilé. Kotlettrad som delats på längden med revbenen kvar kallas rack.
Tack vare benen och fettet som kapslar in det möra köttet är lammkotletten smakrik och saftig. Den är lämplig att antingen pannsteka eller grilla, men kan även till exempel vinbrässeras. Den bör stekas eller grillas cirka 2 minuter på varje sida, så att den får fin stekyta och rosa inre. Lammkotletten är liten och som portionsstorlek beräknas tre-fyra enkla eller två dubbla kotletter.

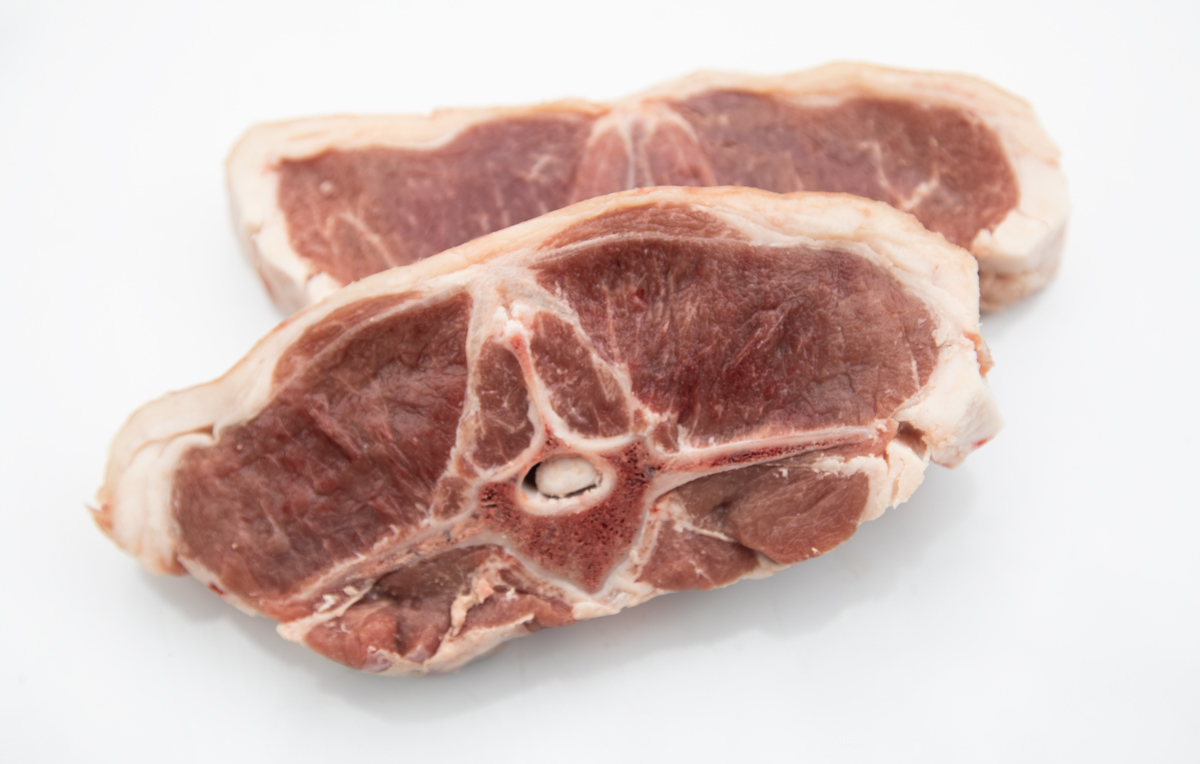
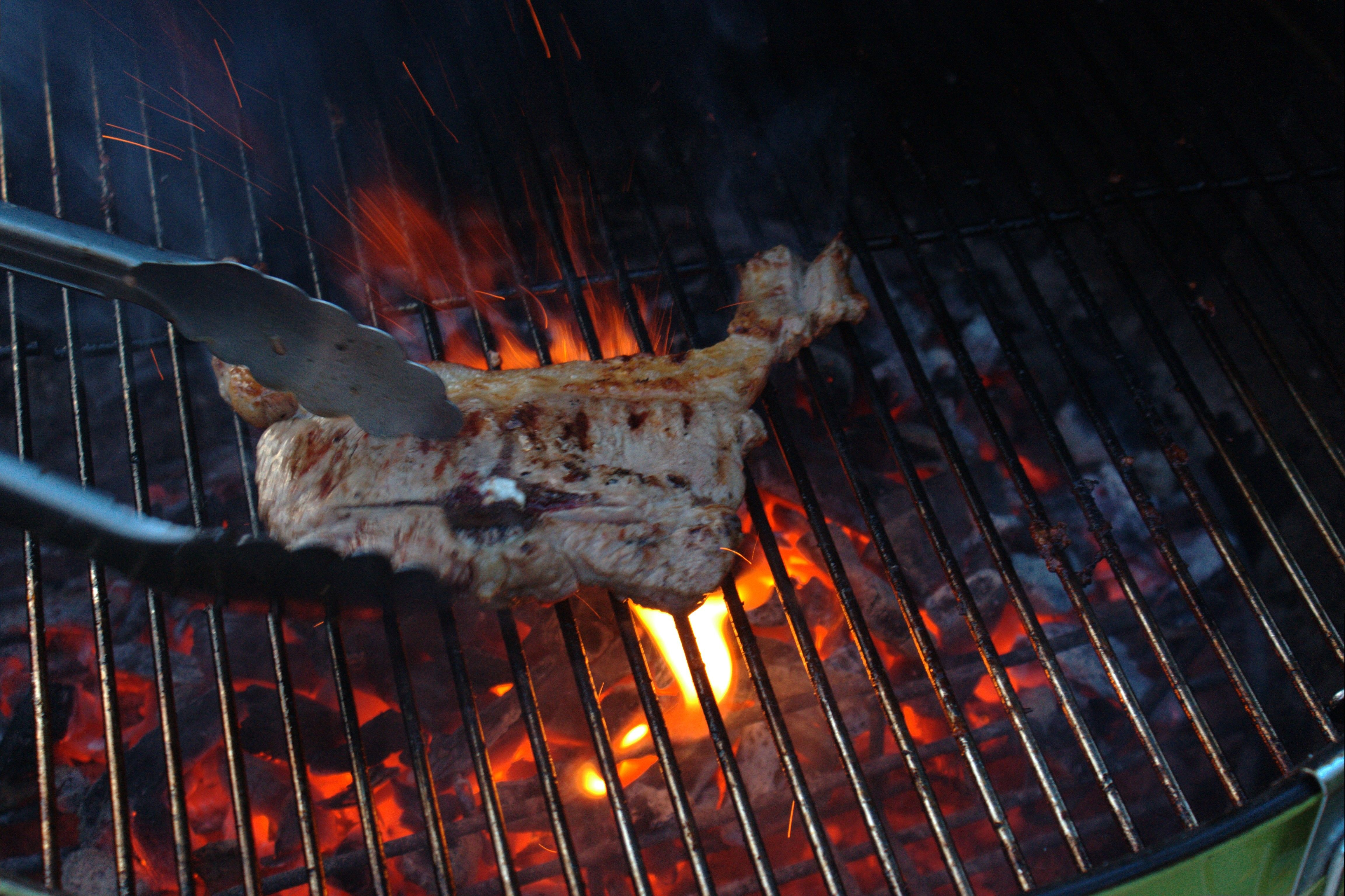
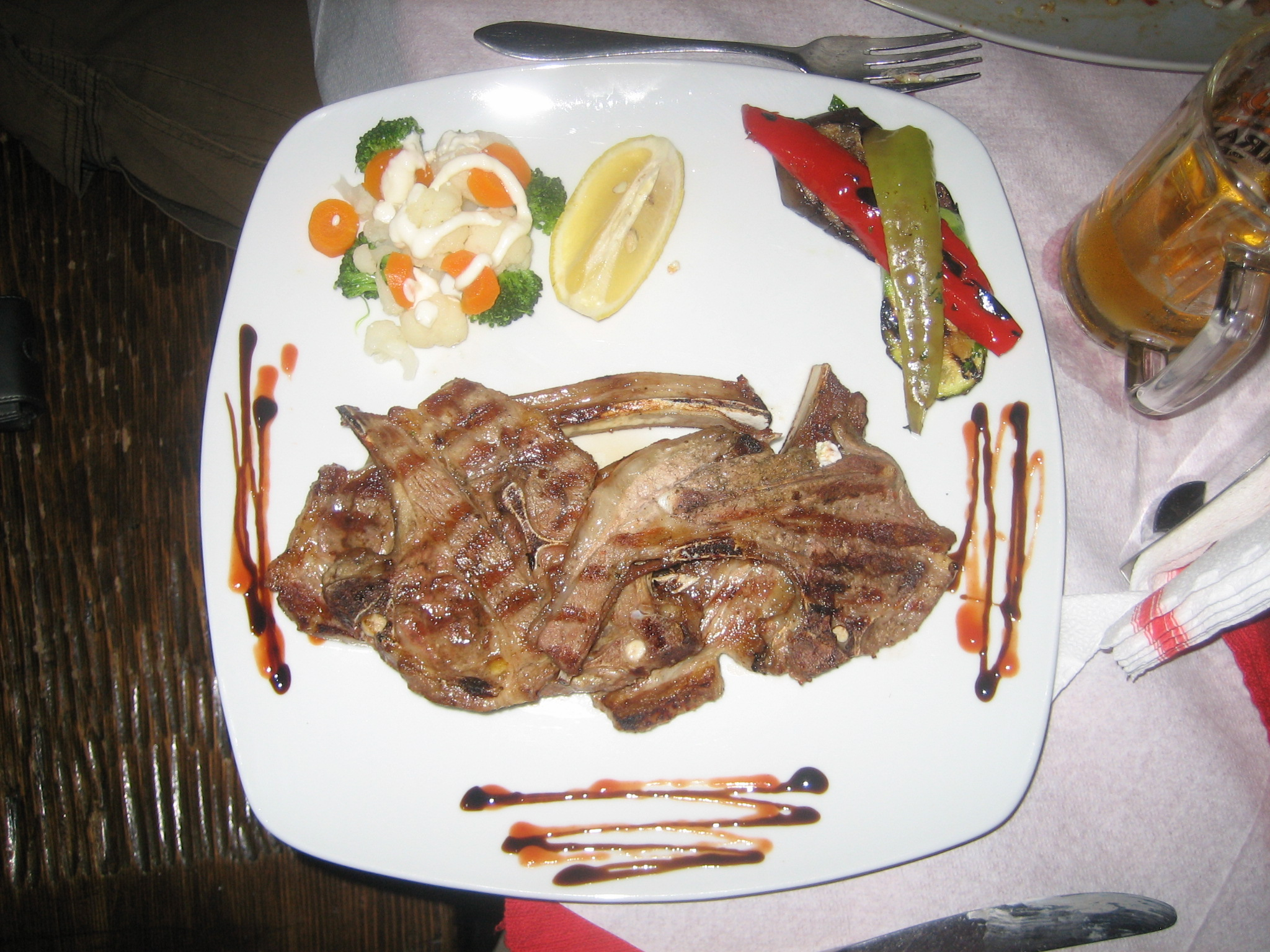